# Flavoxát
A flavoxát különböző vizelés zavarok (éjszakai ágybavizelés, vizeletinkontinencia, állandó vizelési inger, vizelés közbeni fájdalom) tüneti kezelésére szolgáló gyógyszer. Görcsoldóként és enyhe fájdalomcsillapítóként fejti ki a hatását.
A tüneteket a prosztata, húgyhólyag vagy vese bakteriális vagy gombás fertőzése okozza, de ezekre a flavoxát nem hat. Antibiotikummal együtt alkalmazzák.
Kémiai szerkezete alapján a flavon származéka.

## Hatásmód
A muszkarinos acetilkolin-receptorok kompetitív antagonistájaként lazítja a hólyag simaizmait, ezáltal csökkenti a vizelési ingert, gyakoriságot és inkontinenciát. Valószínűleg helyi érzéstelenítő hatása is van, de ennek mechanizmusa nem ismert.

## Mellékhatások
Szájszárazság, hányinger vagy hányás, homályos látás, szemfájdalom, a szem fokozott fényérzékenysége, álmosság, idegesség, fejfájás, láz. Ritkán, főleg idősebbeknél: zavartság, szapora vagy szabálytalan szívverés, vizelési nehézségek.

## Készítmények
A nemzetközi gyógyszerkereskedelemben számos önálló, hidroklorid- vagy nátriumsó formájú és propifenazoláttal kombinált szer kapható. Magyarországon nincs forgalomban flavoxát-tartalmú készítmény.

## Fordítás
- Ez a szócikk részben vagy egészben  a   Competitive antagonist című angol Wikipédia-szócikk fordításán alapul.  Az eredeti cikk szerkesztőit annak laptörténete sorolja fel. Ez a jelzés csupán a megfogalmazás eredetét és a szerzői jogokat jelzi, nem szolgál a cikkben szereplő információk forrásmegjelöléseként.